# Hydrelia impuncta
Hydrelia impuncta är en fjärilsart som beskrevs av Barend J. Lempke 1950. Hydrelia impuncta ingår i släktet Hydrelia och familjen mätare. Inga underarter finns listade i Catalogue of Life.